# تاخورده‌بال‌ریختان
تاخورده‌بال‌ریختان (نام علمی: Ptychopteromorpha) نام یک فروراسته از زیرراسته نخ‌شاخکان است.